# Mercado Modelo de Rancagua
El Mercado Modelo de Rancagua conocido popularmente como Mercado de Rancagua es un mercado de la ciudad de Rancagua, Chile. Se encuentra ubicado entre las calles Bombero Ruiz Díaz, Doctor Salinas y Avenida Viña del Mar, junto a la línea del Metrotren Rancagua, constituyendo un epicentro donde nace un barrio netamente comercial. 
Cuenta con 57 lugares de venta habilitados; entre locales, pilastras, pensiones y kioskos, con todo tipo de productos para el abastecimiento al por mayor y al detalle. Este lugar reúne una amplia variedad de productos y servicios, desde carnes y pescados hasta frutas, verduras y comida preparada. Su estratégica ubicación, junto al Terminal Rodoviario de Rancagua y otros comercios, lo consolida como un punto de encuentro clave para los habitantes de Rancagua y sus alrededores.